# Александар Демајо
Александар Демајо (Београд, 7. октобар 1923 — Београд, 27. септембар 1998) био је учесник Народноослободилачке борбе, дипломата, друштвено-политички радник СФРЈ и СР Србије.

## Биографија
Александар Саша Демајо рођен је 7. октобра 1923. године, у Београду. Отац му се звао Мориц Демајо, био је адвокат и потпредседник Јеврејске сефардске општине, а мајка Алиса, рођена Амар, умрла је пре избијања рата. Похађао је IX мушку гимназију, у Београду, и ту је приступио Напредном омладинском покрету, као и скојевском активу, 1939. године.
По избијању рата, у априлу 1941. године, са својих 17 година, отишао је на Цетиње и тамо касније матурирао. Због учешћа у Тринаестојулском устанку, у Црној Гори, он и отац су ухапшени и осуђени на смрт. Пресуда над оцем извршена је одмах, а Александар је избегао смртну казну, јер, по италијанском закону, она није могла да се изврши над малолетним лицем. Касније је пребачен у концентрациони логор Ферамонти, на југу Италије. У логору је формирао омладински актив. 
По капитулацији Италије, ослобођен је из логора. Да би се истакло да људи разних југословенских националности желе да се поново прикључе борби у отаџбини, формирана је бригада која је имала шест батаљона — два црногорска, два далматинска и два словеначка. У оквиру једног од два црногорска батаљона, у једној црногорској чети, формиран је и јеврејски вод. Вратио се у земљу, у јесен 1943. године, са Јеврејским водом Црногорског батаљона Прве прекоморске бригаде. У том воду је било 22 војника, а Давид Штерн, пореклом из Приједора, био је водник.  Од тада је био активан у Народноослободилачкој војсци Југославије. На лечење у Италију упућен је 1944. године. Крај рата дочекао је у Штабу везе НОВЈ у Барију.
По завршетку рата, радио је као официр у војној мисији у Трсту, у зони „А”. Дипломатску службу отпочео је 1948. године. У Савезном секретаријату за иностране послове (ССИП), био је ангажован на пословима од референта до амбасадора. Службовао је у амбасадама Социјалистичке Федеративне Републике Југославије у Бечу, Вашингтону и Лондону, а од 1979. до 1982. године, био је амбасадор у Боливији. Радио је и као шеф кабинета Петра Стамболића, Марка Никезића и Мирка Тепавца. Учествовао је на заседањима Генералне скупштине Организације уједињених нација (ОУН) и скуповима несврстаних земаља. Био је генерални секретар Министарског састанка несврстаних земаља у Београду, 1978. године. Учествовао је на VI заседању УНКТАД-а у Београду, 1983. године и у организацији бројних међународних скупова.
У пензију је отишао као амбасадор и са чином резервног потпуковника ЈНА. По пензионисању, био је сарадник Центра за стратегијске студије, члан Комисије Савеза удружења бораца Народноослободилачког рата Југославије за међународне везе, Извршног одбора Светске федерације јеврејских бораца, партизана и логорских заточеника, председник Секције бораца и заточеника при Јеврејској општини у Београду, члан Меморијалне комисије Јеврејске општине у Београду, Комисије за праћење антисемитизма и Музејске комисије Савеза јеврејских општина Југославије, члан Савета Музеја жртава геноцида, оснивач и члан Управе Друштва српско-јеврејског пријатељства. Био је деценијама члан планинарског друштва „Победа” у Београду.
Написао је две књиге: „Суочавање са светом” (1991) и „Јуче у времену данашњем” (1993), а објавио је и већи број радова из области међународних односа и дело, које је објављено у Боливији, на шпанском језику, под називом „Узроци хроничне политичке нестабилности Боливије”.
Умро је 27. септембра 1998. године у Београду. Кремиран је на Новом гробљу у Београду, а урна је положена на Јеврејском гробљу у Београду.